# Премия «Серебряный медведь» за лучший сценарий
Премия «Серебряный медведь» за лучший сценарий (нем. Silberner Bär / Bestes Drehbuch) вручается на Берлинском кинофестивале с 2008 года. Награду получает сценарист фильма, который включён в основную конкурсную программу.

## Лауреаты
| Год  | Сценарист                                            | Название фильма                     | Оригинальное название фильма       | Страна                                          | Прим.  |
| ---- | ---------------------------------------------------- | ----------------------------------- | ---------------------------------- | ----------------------------------------------- | ------ |
| 2008 | Ван Сяошуай                                          | «Вера в любовь»                     | 左右                               | Китай                                           | [ 1 ]  |
| 2009 | Орен Муверман Алессандро Камон                       | «Посланник»                         | The Messenger                      | США                                             | [ 2 ]  |
| 2010 | Ван Цюйанань На Джин                                 | «Вместе порознь»                    | 團圓                               | Китай                                           | [ 3 ]  |
| 2011 | Джошуа Марстон Андамион Муратадж                     | «Прощение крови»                    | Falja e Gjakut                     | США · Албания · Дания · Италия · Великобритания | [ 4 ]  |
| 2012 | Расмус Хейстерберг Николай Арсель Бодиль Стинсен-Лет | «Королевский роман»                 | En kongelig affære                 | Дания · Швеция · Чехия · Германия               | [ 5 ]  |
| 2013 | Джафар Панахи                                        | «Закрытый занавес»                  | پرده                               | Иран                                            | [ 6 ]  |
| 2014 | Анна Брюггеманн Дитрих Брюггеманн                    | «Крестный путь»                     | Kreuzweg                           | Германия · Франция                              | [ 7 ]  |
| 2015 | Патрисио Гусман                                      | «Перламутровая пуговица»            | El botón de nácar                  | Франция · Испания · Чили · Швейцария            | [ 8 ]  |
| 2016 | Томаш Василевский                                    | «Соединённые штаты любви»           | Zjednoczone stany milosci          | Польша · Швеция                                 | [ 9 ]  |
| 2017 | Себастьян Лелио Гонсало Маса                         | «Фантастическая женщина»            | Una Mujer Fantástica               | Чили · Испания · Германия                       | [ 10 ] |
| 2018 | Мануэль Алькала Алонсо Руиспаласиос                  | «Музей»                             | Museo                              | Мексика                                         | [ 11 ] |
| 2019 | Клаудио Джованнези Роберто Савиано Маурицио Брауччи  | «Пираньи Неаполя»                   | La paranza dei bambini             | Италия                                          | [ 12 ] |
| 2020 | Дамиано и Фабио Д’Инноченцо                          | «Плохие сказки»                     | Favolacce                          | Италия · Швейцария                              | [ 13 ] |
| 2021 | Хон Сансу                                            | «Вступление»                        | 인트로덕션                         | Республика Корея                                | [ 14 ] |
| 2022 | Лайла Штилер                                         | «Рабийе Курназ против Джорджа Буша» | Rabiye Kurnaz gegen George W. Bush | Германия · Франция                              | [ 15 ] |